# Oerwouden van Iran

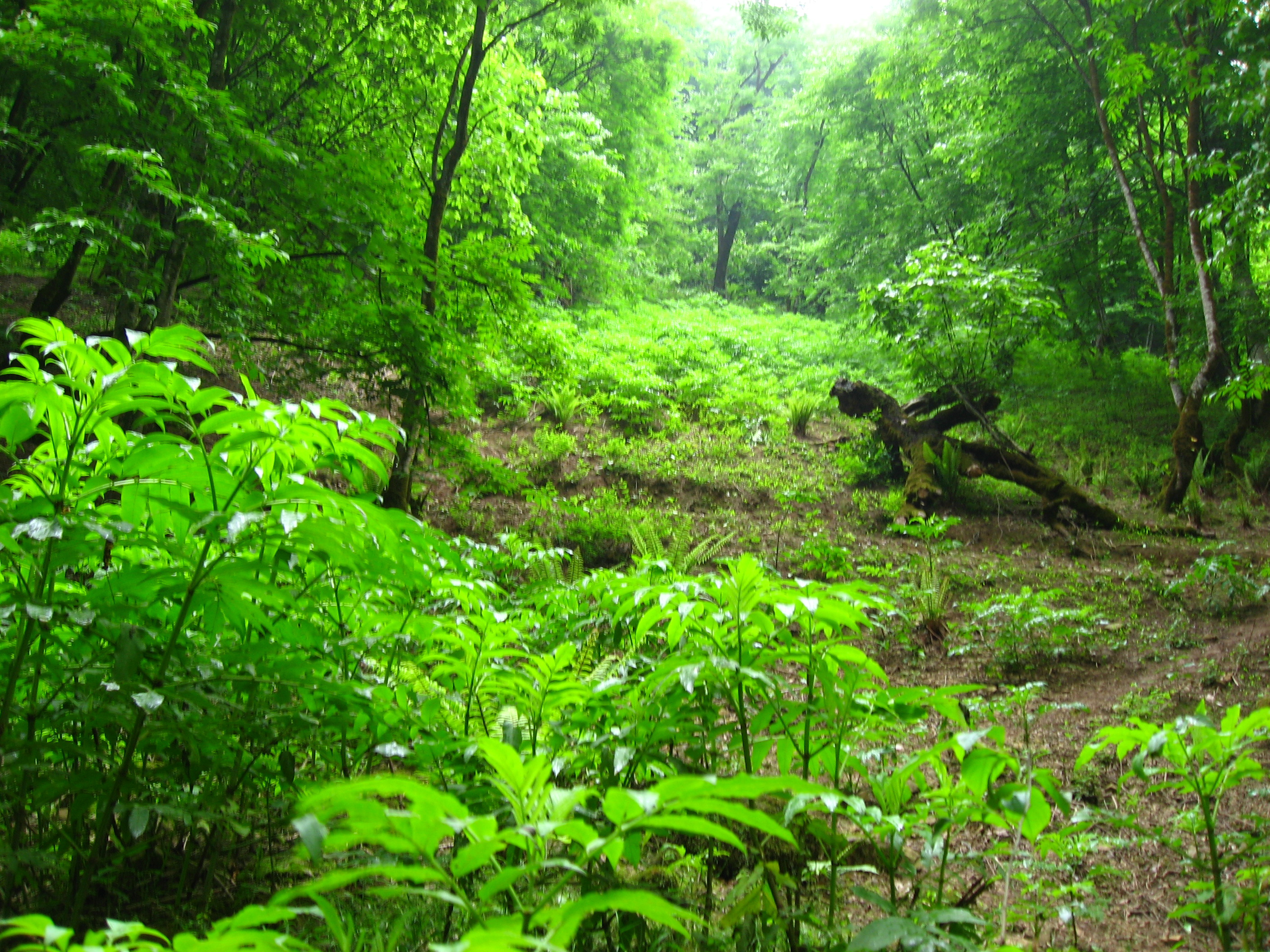
Noordelijke Iraanse oerwouden

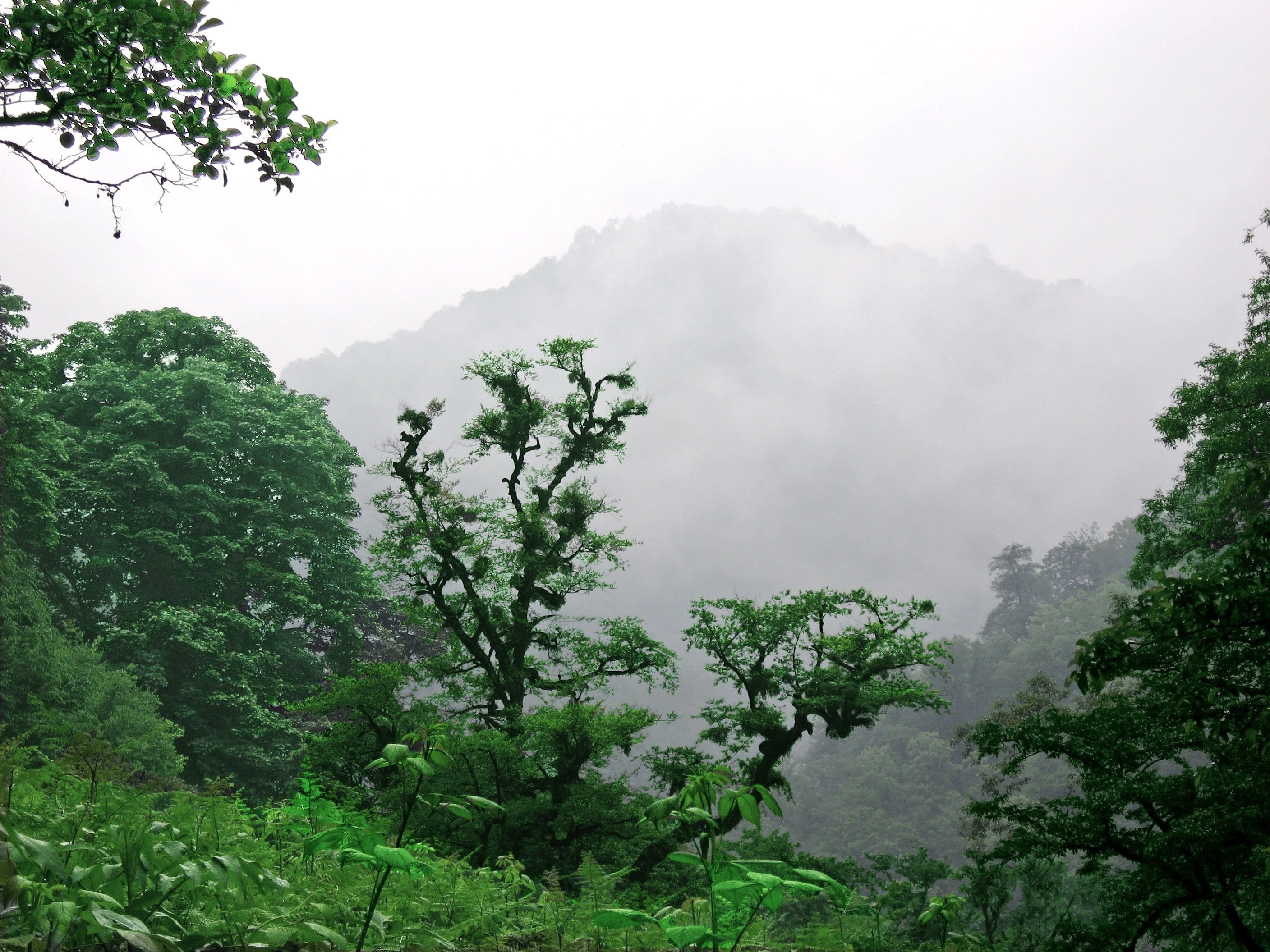
Oerwoud in Gilan

Iran telt drie oerwouden, die samen met de omliggende regio met het Perzische Sjomal ("noord") worden aangeduid. De drie regenwouden liggen in het noorden van het land, ten zuiden van de Kaspische Zee in de historische regio Hyrcanië en vormen onderdeel van de ecoregio Kaspisch-Hyrcaanse gemengde bossen. Ze strekken zich uit van de provincie Ardebil in het westen tot de provincie Noord-Khorasan in het oosten en bestrijken tevens de provincies Gilan, Mazandaran en Golestan daartussenin. In de wouden ligt het hooggebergte Elboers, het hoogste gebergte in het Midden-Oosten, dat de vochtigheid komend vanaf de noordelijker gelegen Kaspische Zee opneemt en zo een subtropisch regenwoud vormt in het noorden van Iran.